# گوولدزوو (مریلند)
گوولدزوو (به انگلیسی: Goldsboro) شهری در ایالت مریلند کشور ایالات متحده آمریکا است که جمعیت آن در سرشماری سال ۲۰۱۰ میلادی، ۲۴۶ نفر بوده‌است.